# Červený Újezd (ort i Tjeckien, lat 50,07, long 14,17)
Červený Újezd är en ort i Tjeckien.   Den ligger i regionen Mellersta Böhmen, i den centrala delen av landet, 18 km väster om huvudstaden Prag. Červený Újezd ligger 404 meter över havet och antalet invånare är 830.
Terrängen runt Červený Újezd är platt. Runt Červený Újezd är det mycket tätbefolkat, med 1 463 invånare per kvadratkilometer. Närmaste större samhälle är Prag, 18,3 km öster om Červený Újezd. Trakten runt Červený Újezd består till största delen av jordbruksmark.